# Spirostreptus sanguineus
Spirostreptus sanguineus är en mångfotingart som beskrevs av Koch. Spirostreptus sanguineus ingår i släktet Spirostreptus och familjen Spirostreptidae. Inga underarter finns listade i Catalogue of Life.